# Sea Diamond
Sea Diamond (с англ. — «Морской бриллиант») — круизное судно, принадлежавшее греческому круизному туристическому оператору, компании «Louis Hellenic Cruise Lines». Государственная принадлежность — Греция. Судно получило мировую известность, после кораблекрушения на острове Санторини 5 апреля 2007 года.

## История судна
Изначально судно называлось Birka Princess. На его строительство было потрачено 5900000 евро.

## Катастрофа
5 апреля 2007 года натолкнулось и село на риф вулканического происхождения в кальдере острова Санторини.
Пассажиры судна (более 1100 человек) были эвакуированы, за исключением двух человек, французов, дочери и отца, считающихся пропавшими без вести.
6 апреля судно затонуло на глубине 200 м. 

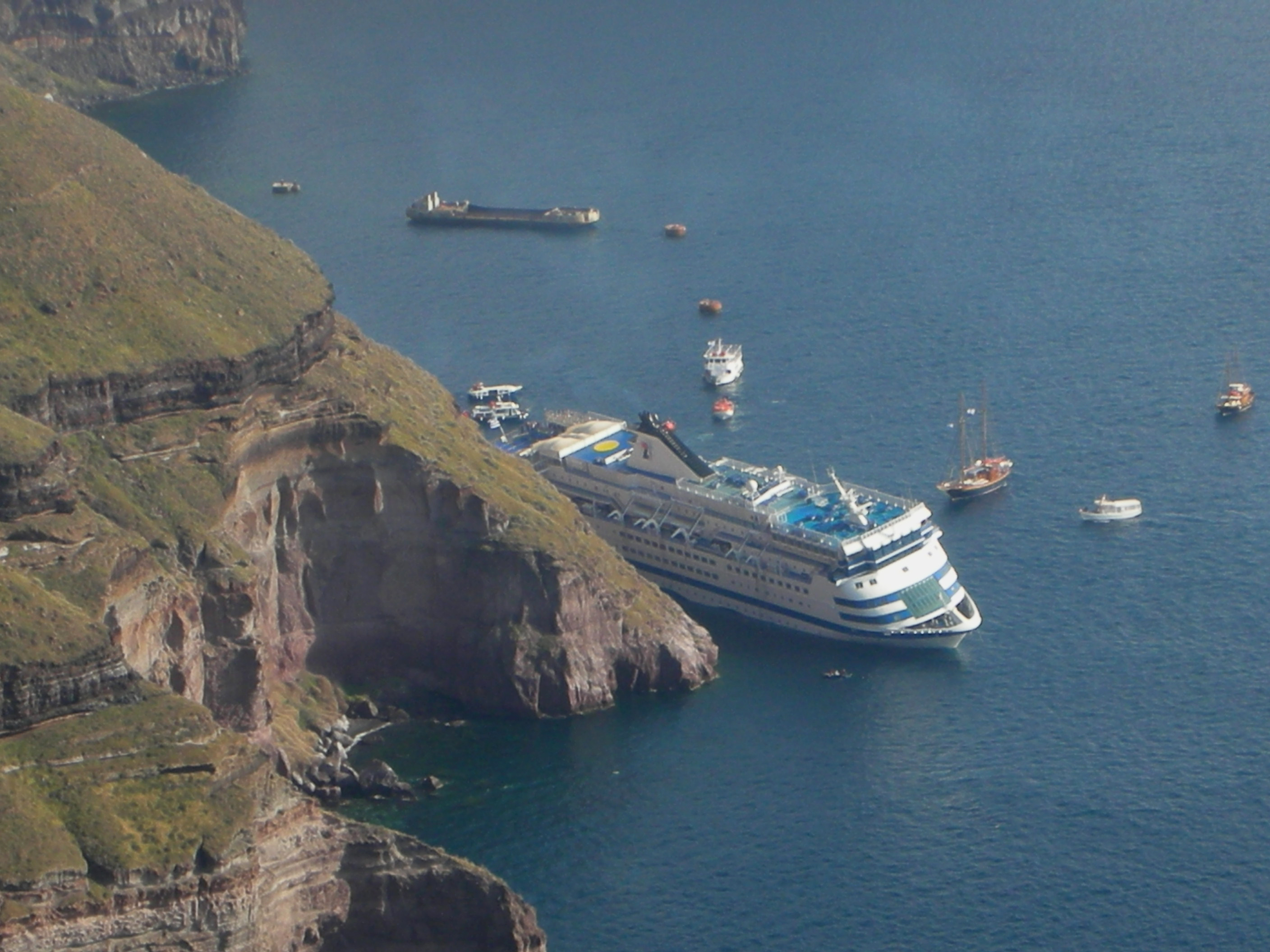
Sea Diamond во время кораблекрушения
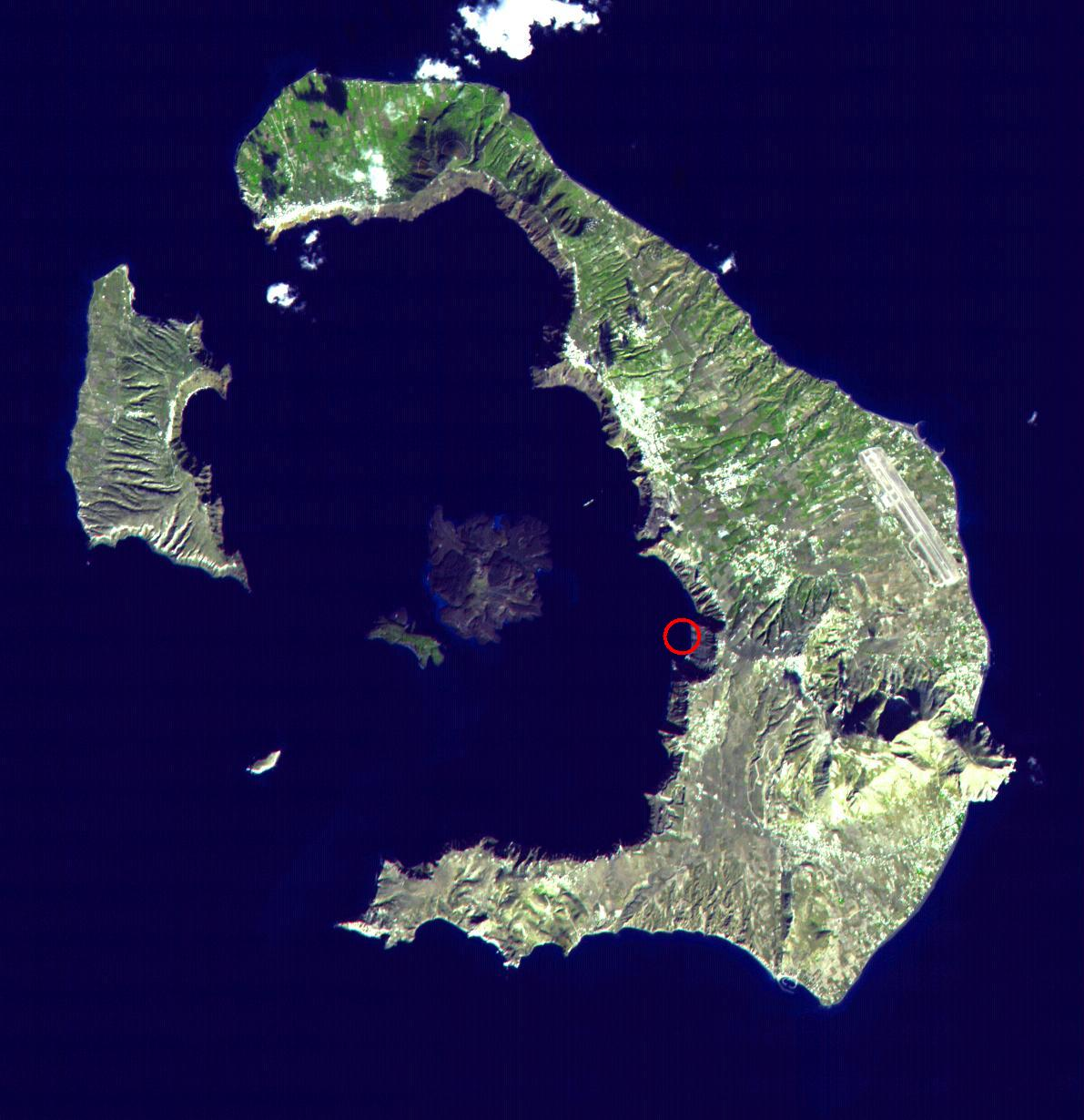
Место кораблекрушения в кальдере острова выделено красным кружком